# 近世日本語
近世日本語（きんせいにほんご）とは、中世日本語と現代日本語の間に位置する、日本語の発展における一段階である。この時期は、中世日本語の多くの特徴が消失する時期であったとともに、現代日本語という形態への移行期でもあった。近世日本語が使用された期間は、17世紀から19世紀中期までの約250年であり、享保または宝暦頃を境に、上方語優勢の前期と江戸語優勢の後期に分けて考えられる。

## 背景
17世紀の初め、日本の政治の中心地は、京都や大坂といった上方から、江戸幕府が本拠地と定めた江戸に移行したが、文化・経済は引き続き上方が中心地で、言語面でも現代の近畿方言の元となる上方語が最も影響力のある方言であった。その後、江戸幕府の安定に伴って文化・経済の中心も上方から江戸へ移行し、江戸時代後期には現代の東京方言の元となる江戸言葉が影響力を持つようになった。
江戸幕府の下で経済が成長し、都市部では町人文化や出版文化が成立・発達した。浮世絵や浄瑠璃、歌舞伎、文楽や落語、俳諧などといった新たな芸術が芽吹くとともに、浮世草子に始まり洒落本や滑稽本、人情本や草双紙などといった大衆向けの文学が新たに発展していった。江戸で発展した大衆本は、総称して戯作もしくは（江戸）地本と呼ばれる。この時代に活躍した代表的な文学者としては、井原西鶴（浮世草子、人形浄瑠璃、俳諧）や近松門左衛門（浄瑠璃及び歌舞伎）、松尾芭蕉（俳諧）、式亭三馬（浮世絵）、山東京伝（浮世絵及び戯作者）が挙げられる。

## 音韻

### 母音体系
母音は以下の5つであった。
- ア列: /a/: [a]
- イ列: /i/: [i]
- ウ列: /u/: [ɯ]
- エ列: /e/: [e]
- オ列: /o/: [o]

中世日本語においては、語頭の「え（/e/）」と「お（/o/）」はそれぞれ半母音の[j]および[w]を伴って実現していたが、18世紀の中頃には、それぞれ半母音を伴うことなく発音されるようになった。

## 文法

### 動詞
近世日本語の動詞には5種類の活用形があった：
| Verb Class     | 未然形     | 連用形 | 終止形 | 連体形 | 已然形 | 命令形     |
| -------------- | ---------- | ------ | ------ | ------ | ------ | ---------- |
| (四段活用)     | -a         | -i     | -u     | -u     | -e     | -e         |
| (上一段活用)   | -i         | -i     | -iru   | -iru   | -ire   | -i(yo, ro) |
| (下一段活用)   | -e         | -e     | -eru   | -eru   | -ere   | -e(yo, ro) |
| (カ行変格活用) | -o         | -i     | -uru   | -uru   | -ure   | -oi        |
| (サ行変格活用) | -e, -a, -i | -i     | -uru   | -uru   | -ure   | -ei, -iro  |

中世日本語の動詞には9種類の活用系(四段活用、上一段活用、上二段活用、下一段活用、下二段活用、カ行・サ行・ナ行・ラ行変格活用)があったが、ラ行変格とナ行変格は四段に吸収され、上二・下二段はそれぞれの一段活用に吸収されたことで、四段、上一段、下一段、カ行変格、サ行変格の5種類となった。

### 形容詞
以前にあったク活用とシク活用の区別は、近世日本語では失われた。
| 未然形 | 連用形 | 終止形 | 連体形 | 已然形 | 命令形 |
| ------ | ------ | ------ | ------ | ------ | ------ |
| -kara  | -ku    | -i     | -i     | -kere  | -kare  |

以前にはナリ活用とタリ活用があったが、近世日本語ではタリ活用は消え、ナリ活用から変化した「な」だけが残った。
| 未然形 | 連用形  | 終止形  | 連体形 | 已然形      | 命令形 |
| ------ | ------- | ------- | ------ | ----------- | ------ |
| -da ra | -ni -de | -na -da | -na    | -nare -nara |        |